# Genkan

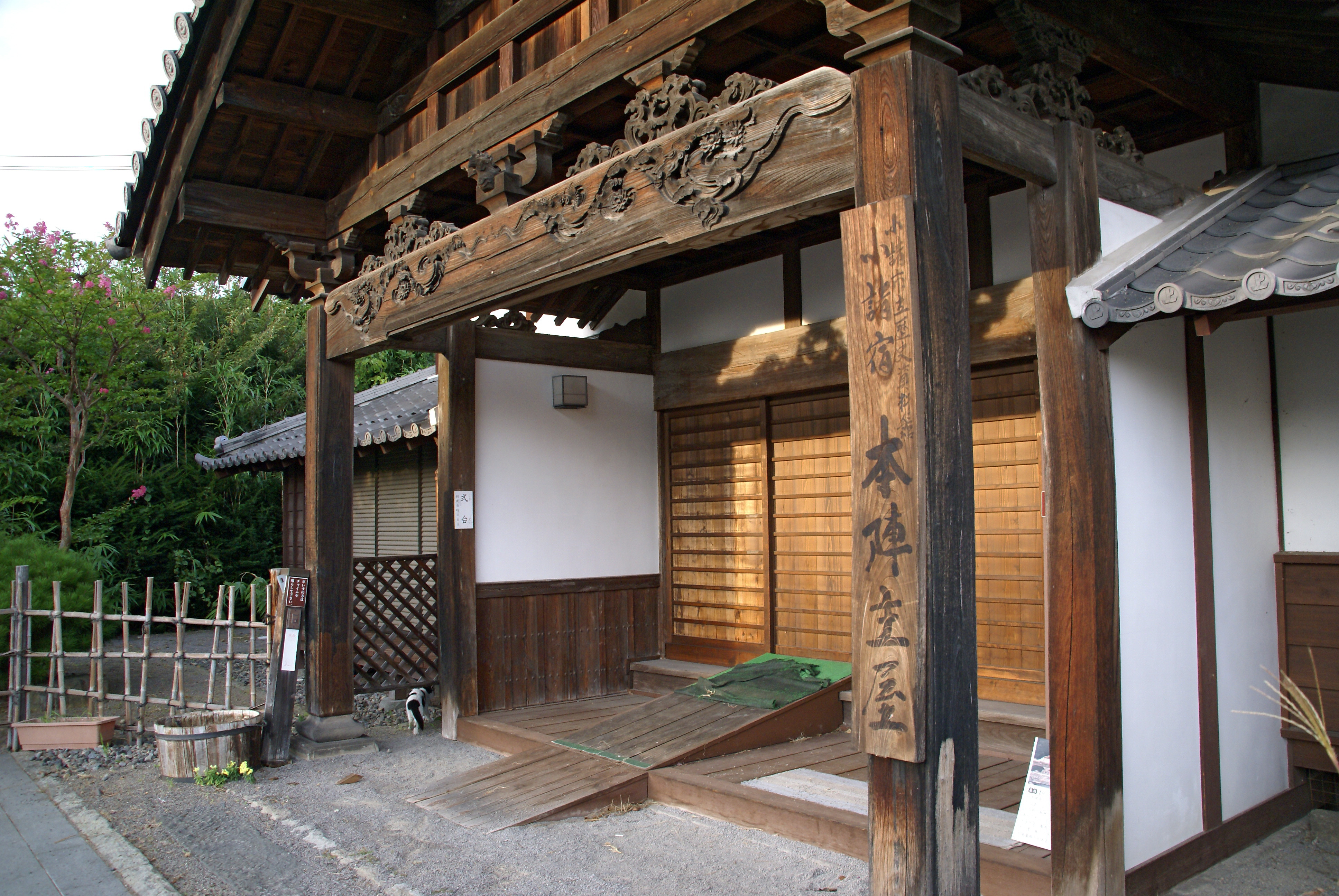
Genkan du Komoro-honjin Omoya à Komoro dans la préfecture de Nagano au Japon.

Le genkan (玄関, littéralement « porte de la connaissance profonde »), au Japon, est un vestibule situé à l'entrée des logements, des temples bouddhistes, des bains et d'autres types bâtiments, dans lequel on retire ses chaussures.

## Histoire
La coutume de retirer ses chaussures avant d'entrer dans un logement date au moins de l'époque de Heian (794-1185). En effet, des rouleaux de peinture de cette époque montrent des nobles de cour sans chaussures dans leurs résidences. Il se pourrait même que cette coutume date de la période Yayoi (environ 800-400 av. J.-C. - 250 apr. J.-C.).
Dans les temples zen, le genkan se trouvait à l'entrée, et signalait à celui qui le franchissait qu'il devait se soumettre aux préceptes zen[réf. nécessaire]. Vers le XVIIe siècle, des samouraïs s'inspirèrent de ces temples en faisant construire un genkan devant leurs maisons. Cet élément se répandit ensuite dans les maisons de la bourgeoisie et dans toutes les habitations japonaises. L'intérieur de la maison étant considéré comme « pur » (propre) par rapport au monde extérieur rempli de souillures (sale), le genkan permet de marquer la limite entre les deux zones.
À partir des années 1950 — moment où leur mode de vie s’est occidentalisé, avec des logements équipés d'une salle à manger avec table, chaises hautes et parquet — les Japonais ont adopté les chaussons d'intérieur.

## Description

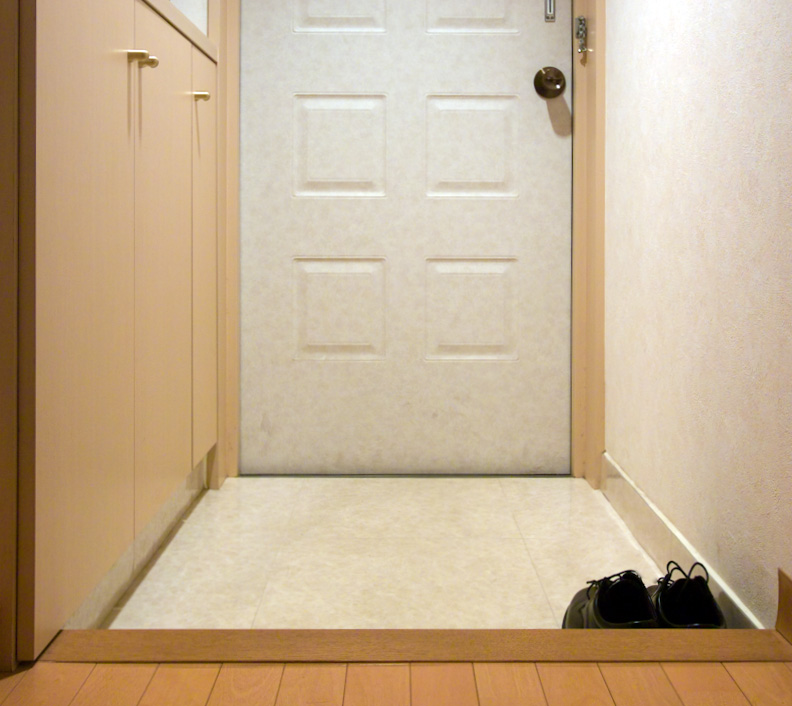
Un genkan dans un appartement japonais.

Un genkan se compose de plusieurs éléments distincts :  
- Le tataki : il s’agit du genkan en tat que tel, situé au niveau du sol extérieur. Il est traditionnellement en terre battue ou carrelée.
- L'agari-kamachi : une marche qui marque la frontière entre l’intérieur et l’extérieur de la maison. Elle sert également d’assise pour se déchausser et permet d’empêcher la poussière de pénétrer à l’intérieur grâce à la différence de niveau.
- Le shikidai : il s’agit d’une marche intermédiaire ajoutée dans certains cas pour faciliter la montée lorsque la hauteur de l’agari-kamachi est trop importante.

Le sol surélevé de l’entrée, souvent en bois, accueille alors les pantoufles que les visiteurs enfilent après s’être déchaussés. Le logement en tant que tel se trouve ainsi une marche au-dessus du genkan.
Le genkan contient souvent une étagère à chaussures appelée getabako (下駄箱, lit. « boîte pour geta ») et parfois un porte-parapluie ainsi que des crochets pour les manteaux.
Les chaussures sont aussi retirées dans un grand genkan dans les écoles, certains bureaux, cliniques ou restaurants, et devant toutes les pièces en tatami de façon générale.

## Étiquette dugenkan
Le visiteur doit retirer ses chaussures et son manteau dans le genkan.
La personne à l'intérieur prononce alors la formule : Dōzo, o-agari kudasai (どうぞお上がり下さい, littéralement « veuillez monter s'il vous plaît »), à quoi le visiteur répond en entrant : o-jama shimasu (お邪魔します, littéralement « permettez-moi de vous déranger »).
Quand on ôte ses chaussures en entrant chez quelqu'un, l'hôte prend généralement soin de diriger les chaussures vers la sortie et de les placer au milieu du genkan pour faciliter le départ,.